# Front v tylu vraga
Front v tylu vraga (russisk: Фронт в тылу врага, da.: Foran bag fjendens linjer) er en sovjetisk spillefilm fra 1981 instrueret af Igor Gostev.

## Medvirkende
- Vjatjeslav Tikhonov som Mlynskij
- Valerija Zaklunnaja som Irina Petrovna
- Jevgenij Matvejev som Simerenko
- Ivan Lapikov som Jerofeitj
- Aleksandr Mikhajlov